# Eu, robotul (colecție de povestiri)
Eu, robotul (1950) (titlu original I, Robot) este o culegere de povestiri science fiction scrise de Isaac Asimov, apărută inițial la Gnome Press într-un tiraj de 5.000 de exemplare. Povestirile au apărut inițial între 1940 și 1950 în revistele americane Super Science Stories și Astounding Science Fiction, fiind legate laolaltă prin istorisirea lor către un reporter (naratorul) de către Dr. Susan Calvin, în secolul XXI. Deși povestirile pot fi citite separat, ele au în comun tema interacțiunii dintre oameni, roboți și moralitate și, luate împreună, relatează povestea istoriei fictive asimoviene a roboticii. 
Culegerea poartă același titlu ca și o povestire a lui Eando Binder, fără însă a avea legătură cu aceasta. Asimov ar fi dorit ca titlu Mind and Iron și inițial s-a opus când editorul Martin Greenberg l-a schimbat.

## Conținut
- Introducere (Introduction)
- Robbie (Robbie)
- Fuga în cerc (Runaround)
- Raționament (Reason)
- Întâi să prindem iepurele (Catch that Rabbit)
- Mincinosul (Liar!)
- S-a pierdut un robot (Little Lost Robot)
- Evadare (Escape!)
- Evidența (Evidence)
- Conflictul evitabil (The Evitable Conflict)

## Intriga

### Introducere
Este o secvență care creionează cadrul culegerii și asigură legătura dintre povestiri, cuprinzând un „interviu” cu Susan Calvin.

### Robbie
A fost prima povestire cu roboți, începută pe 10 iunie 1939 și publicată în numărul din septembrie 1940 al revistei Super Science Stories cu titlul „Strange Playfellow”, neagreat de Asimov.
Povestea are ca element central tehnofobia privitoare la roboți. Majoritatea scrierilor anterioare legate de roboți se bazau pe tema 'roboții se întorc împotriva oamenilor', cu care Asimov nu era de acord; de aceea, majoritatea operelor sale încearcă să dea exemple ale ajutorului pe care roboții îl pot acorda omenirii.
În 1996 (1982 în versiunea originală), familia Weston cumpără de la compania „Roboți americani” un robot mut pentru fiica lor, Gloria. Cei doi se înțeleg de minune dar, în fața presiunii sociale anti-roboți, părinții sunt obligați în cele din urmă să îl returneze pe Robbie. Rămasă fără cel mai bun prieten, Gloria refuză să mai zâmbească, să râdă sau să se bucure de viață, în ciuda tuturor eforturilor părinților ei (care o duc în excursii, îi cumpără un câine, etc.). Dl. Weston își dă seama că acest comportament este provocat de faptul că Gloria îl considera pe Robbie persoană, nu robot și o duc în fabrica de roboți pentru a o face să înțeleagă adevărul. Lucrurile însă nu ies așa cum au fost prevăzute, Robbie ajungând să îi salveze viața fetei și demonstrând că nu este un monstru fără suflet.
Versiunea revizuită a povestirii conține un material suplimentar care descrie prima apariție (în cronologia internă a povestirilor) a lui Susan Calvin.

### Fuga în cerc
Este prima povestire în care sunt enunțate explicit Cele trei legi ale roboticii și a apărut pentru prima dată în numărul din martie 1942 din Astounding Science Fiction.
În 2015, Powell, Donovan și robotul SPD-13 (supranumit „Speedy”) sunt trimiși pe Mercur pentru a relua operațiunile unei stații miniere abandonată cu zece ani în urmă. Reparațiile necesită aprovizionarea cu seleniu dintr-un bazin aflat destul de departe, iar Speedy este însărcinat să rezolve problema. Ajuns la destinație, robotul nu își îndeplinește misiunea, ci continuă să se învârtă în cerc în jurul bazinului, iar cei doi oameni își dau seama că acolo se află ceva care este potențial periculos pentru robot și, în virtutea celei de-A Treia Legi, acesta se protejează păstrând distanța. Powell și Donovan sunt nevoiți să aranjeze o situație care să implice Prima Lege, făcându-l astfel pe robot să treacă peste condiționări și să își reia activitatea.

### Raționament
A doua povestire cu roboți pozitronici scrisă de Asimov a apărut în numărul din aprilie 1941 al revistei Astounding Science Fiction.
Powell și Donovan sunt trimiși pe o stație spațială care furnizează energie către planete folosind microundele. Roboții care controlează fluxurile energetice sunt coordonați de QT1 (supranumit Cutie), un model avansat cu o capacitate rațională deosebită. Aceasta caracteristică îl va determina însă pe robot să concluzioneze că spațiul, stelele și planetele din jurul stației nu există în realitate și că oamenii care vizitează stația nu sunt importanți, au vieți scurte și, ca atare, sunt dispensabili. El inventează o nouă religie, al cărei Profet este el, sursa energetică a stației devenind Stăpânul. După ce încearcă în primă fază să schimbe comportamentul robotului folosind rațiunea și forța, Powell și Donovan își dau seama că, atâta vreme cât își îndeplinește atribuțiunile, nu contează credința robotului.

### Întâi să prindem iepurele
Povestirea a apărut pentru prima dată în numărul din februarie 1944 al revistei Astounding Science Fiction.
Powell și Donovan sunt însărcinați cu efectuarea unor teste pe un asteroid minier, împreună cu robotul DV-5 (Dave), un model care controlează alți roboți prin intermediul undelor pozitronice. Periodic, roboții se opresc din exploatarea minereului și încep să danseze, iar cei doi își dau seama că acest lucru se datorează numărului prea mare de roboți controlați. Creierul lui Dave se supraîncarcă și nu mai este capabil să transmită ordinele potrivite. Soluția găsită de echipa umană este distrugerea unui dintre roboții controlați, permițându-i lui Dave să îi coordoneze optim pe cei rămași.

Prima ediţie apărută la editura Teora, 1994

### Mincinosul
A treia povestire cu roboți pozitronici a fost inițial publicată în numărul din mai 1941 al revistei Astounding Science Fiction. Deși termenul „robot” a fost inventat de scriitorul ceh Karel Čapek în R.U.R. (1920), în „Mincinosul” este folosit pentru prima dată termenul „robotică”, conform Dicționarului Oxford al limbii engleze. Și în această povestire accentul este pus pe Cele trei legi ale roboticii, dar raportate la telepatie.
Datorită unei defecțiuni de fabricație, robotul RB-34 posedă capacități telepatice. Deși acesta poate spune ce gândesc alți oameni, minte intenționat atunci când e nevoie să evite rănirea sentimentelor oamenilor, sau când dorește să îi facă fericiți pe oameni. Când este ajutat să conștientizeze că minciunea rănește, oricum, el intră într-un conflict logic nerezolvabil și devine catatonic.

### S-a pierdut un robot
Apărută în numărul din martie 1947 al revistei Astounding Science Fiction, povestirea prezintă unul din puținele elemente ale culegerii de povestiri folosite în filmul Eu, robotul.
La o bază de cercetări militare, cercetătorul Gerald Black își pierde cumpătul și strigă la robotul NS-2 (Nestor) să dispară. Acesta se supune ordinului, ascunzându-se într-o încăpere cu alți 62 de roboți identici din punct de vedere fizic. Pentru a-l depista, Susan Calvin și Peter Bogert creează o conjunctură în care să fie vizibilă mica diferență de programare între Nestor și ceilalți 62 de roboți, aceștia din urmă nefiind obligați de Prima Lege să intervină pentru a salva o ființă umană, dacă pericolul în care se află nu este produs de ei. După câteva încercări, cei doi reușesc să îl demaște pe intrus.

### Evadare
Când a fost publicată în numărul din august 1945 al revistei Astounding Science Fiction, editorul a modificat titlul povestirii în „Paradoxical Escap”, Asimov revenind la titlul original odată cu includerea povestirii în antologie. 
În timpul cercetărilor efectuate pentru crearea unui motor superluminic care să permită supraviețuirea oamenilor în urma saltului, un computer se autodistruge. Powell și Donovan pornesc împreună la bordul unei nave conduse de un creier pozitronic. Se descoperă astfel că, în timpul saltului, echipajul navei își încetează existența pentru o scrută perioadă de timp, lucru care, din perspectiva roboților, reprezintă o încălcare a Primei Legi.

### Evidența
Povestirea a fost publicată pentru prima dată în numărul din septembrie 1946 al revistei Astounding Science Fiction.
Stephen Byerley este un avocat de succes, adversar al pedepsei cu moartea, care candidează la primăria orașului New York, dar contracandidatul săi, Francis Quinn, pretinde că este un robot umanoid, deoarece nu a fost văzut niciodată mâncând, bând sau dormind. Acuzația este gravă, deoarece poate declanșa „complexul Frankenstein”, doar oamenilor fiindu-le permis să candideze în funcții publice. Compania „Roboți americani” dorește să îl supună la o serie de teste fiziologice, dar Byerley se sustrage elegant de la toate, în baza drepturilor pe care le are orice om - deși, dacă s-ar dovedi că el este un robot, aceste drepturi nu ar fi valabile.
Testele psihologice sunt puse și ele în fața unui impas: dacă Byerley este robot, va fi obligat să respecte Cele trei legi ale roboticii, dar, pe de altă parte, un om bun la suflet le-ar respecta și el, implicit, deoarece ele au la bază moralitatea umană. În mod ironic, pentru a-și demonstra apartenența la umanitate, Byerley ar trebui să arate că îi poate face rău altui om. Astfel, în timpul unui discurs, el îl lovește pe un om din public care îi solicită acest lucru, aparent demolând întreaga teorie a adversarului său și câștigând alegerile. Cu toate acestea, Susan Calvin ridică problema că, dacă acel om din public ar fi fost tot un robot umanoid, Byerley nu ar fi încălcat Prima Lege cu gestul său, dar consideră că un robot ar fi un conducător ideal. Nimic nu poate fi demonstrat, totuși, deoarece la moartea sa, Byerley cere să fie „atomizat”, nelăsând nicio urmă a sa care să poată fi examinată.

### Conflictul evitabil
A fost publicată inițial în numărul din iunie 1950 al revistei Astounding Science Fiction.
„Mașina”, un ansamblu de computere pozitronice puternice menite să optimizeze economia și producția mondială, începe să dea instrucțiuni care pare a contrazice scopul său. Stephen Byerley, acum Coordonator al lumii, investighează problema și descoperă că Mașina a generalizat Prima Lege, ridicând-o de la viziunea asupra omului la cea asupra omenirii. Prin urmare, ea permite mici daune provocate unor indivizi anume, pentru a preveni un dezastru la scara omenirii. De fapt, Mașina a concluzionat că singura posibilitate de a urma Prima Lege o reprezintă preluarea controlului omenirii, adică tocmai ceea ce încearcă să împiedice Cele trei legi.

## Opinii critice
The New York Times a caracterizat Eu, robotul ca „un incitant thriller științific care poate fi considerat plăcut de către cei ai căror nervi nu au fost deja tociți de perspectiva erei atomice.” În recenzia făcută ediției celor de la Gnome, P. Schuyler Miller recomandă culegerea de povestiri „pentru situațiile alambicate, pentru umor, pentru personajele calde și, mai ales, pentru scriitura bună.”

## Adaptări

A doua ediţie apărută la editura Teora, 1999

### Televiziune
- 1962 - „S-a pierdut un robot” a fost ecranizată de Leo Lehman într-un episod al serialului britanic de televiziune Out of this World de la ABC, găzduit de Boris Karloff, cu Maxine Audley în rolul lui Susan Calvin. Este singurul episod al serialului care a fost păstrat în arhive până în ziua de azi[6].
- 1967 - „Raționament” a fost ecranizată în episodul „The Prophet” al serialului britanic de televiziune Out of the Unknown.
- 1969 - „Mincinosul” a fost ecranizată într-un episod al serialului britanic de televiziune Out of the Unknown, din el păstrându-se la ora actuală doar câteva cadre.
- 1987 - al doisprezecelea episod al serialului sovietic de televiziune Этот фантастический мир s-a bazat pe lucrările lui Aleksandr Beleaev, Fredrik Kilander și pe „Mincinosul” lui Asimov.[7]
- 1995 - „I, Robot” a fost un episod din The Outer Limits, regizat de Adam Nimoy și avându-l în distribuție pe tatăl acestuia, Leonard Nimoy.

### Film
Faptul că alte părți dețineau drepturile de ecranizare ale povestirilor lui Asimov a constituit un impediment important în realizarea unui film după culegerea sa de povestiri. Cu toate acestea, pe 16 iulie 2004, Twentieth Century Fox a lansat filmul Eu, robotul, cu Will Smith în rolul principal. Acțiunea sa include elemente din „S-a pierdut un robot”, unele dintre numele personajelor lui Asimov și Cele trei legi. Cu toate acestea, acțiunea filmului este, în cea mai mare parte, o operă originală bazată pe Cele trei legi.

### Ecranizări nefinalizate
Orson Welles a achiziționat drepturile de ecranizare ale „Evidența”, spre marea bucurie a lui Asimov, care prevedea un film gen Cetățeanul Kane. Welles nu a continuat proiectul, iar Asimov a rămas doar cu scrisoarea lui și cu 250 de dolari (soția sa de atunci, Gertrude Blugerman, îl sfătuise să ceară mai mulți bani, dar niciunul dintre ei nu luase în calcul opțiunea de a fi plătiți periodic, chiar dacă Welles nu făcea nimic cu drepturile sale, pe care le-ar fi pierdut în caz că nu plătea.)
La sfârșitul anilor '70, Warner Brothers a cumpărat opțiunea de ecranizare a cărții, dar niciun scenariu nu a fost considerat aceptabil. Cea mai notabilă tentativă i-a aparținut lui Harlan Ellison, care a colaborat cu Asimov pentru a realiza o versiune care să capteze spiritul originalului. Asimov este citat că ar fi spus că acest scenariu va duce la  „primul film science fiction cu adevărat adult, complex, care să merite, din câte s-au făcut vreodată”. 
Scenariul lui Ellison creionează un cadru în jurul povestirilor lui Asimov, în care reporterul Robert Bratenahl caută informații despre fostul iubit al Susanei Calvin, Stephen Byerly. Povestirile asimoviene sunt prezentate sub formă de flashback, Calvin apărând în povestiri din care nu făcuse parte inițial și dispărând din altele în care participase. În realizarea scenariului sub forma unei serii de flashback-uri orientate mai mult spre evoluția personajului decât pe acțiune, Ellison a folosit ca model filmul Cetățeanul Kane.
Deși apreciat de critici, scenariul a fost considerat imposibil de filmat din cauza tehnologiei și a bugetului mediu al filmelor din acea perioadă. Asimov credea că filmul a fost abandonat și datorită unui conflict apărut între Ellison și producători: când aceștia au sugerat modificări ale scenariului, în loc să folosească diplomația (așa cum le sugerase Asimov), Ellison „a reacționat violent”, jignindu-i. Scenariul a apărut ulterior în volum, cu titlul I, Robot:  The Illustrated Screenplay (1994, reeditat în 2004, ISBN 1-4165-0600-4).

## Influențe
În 2004 The Saturday Evening Post spunea că Cele trei legi ale roboticii din Eu, robotul „au revoluționat genul science fiction și au făcut roboții mai interesanți decât oricând înainte.” Eu, robotul a influențat multe aspecte ale culturii populare moderne, în special în ceea ce privește respectul pentru science fiction și tehnologie. Un exemplu în acest sens în constituie industria tehnologiei. Numele producătorului de modemuri U.S. Robotics a fost inspirat de numele „Roboți americani” („United States Robots and Mechanical Men”, în original) din povestirile asimoviene.
Multe lucrări din domeniul science fiction au omagiat culegerea de povestiri a lui Asimov. Comedia animată science fiction Futurama face unele referiri la Eu, robotul:
- episodul „I, Roommate” este o aluzie directă - deși acțiunea acelui episod are puține legături cu povestirile originale[13]
- episodul „The Cyber House Rules” cuprinde un optician numit „Eye Robot”
- o porțiune a episodului „Anthology of Interest II” se numește „I, Meatbag”
- în episodul „Bender's Game”, psihiatrul susține niște sufisme logice și explodează în momentul în care asistentul strigă „Mincinosule!”, întocmai ca în povestirea „Mincinosul”

Un episod al seriei originale Star Trek, „I, Mudd”, descrie o planetă de androizi care au nevoie de oameni, o referire directă la „Eu, robotul”. O altă referire apare în titlul episodului „I, Borg” din Star Trek: Generația următoare, în care Geordi La Forge se împrietenește cu un membru pierdut al borgilor, pe care îl învață simțul individualității și al liberului arbitru. Unul dintre personajele serialului, Data, este dotat cu un creier pozitronic, concept inventat de Asimov. Același tip ce creier apare și în alte spectacole de telviziune, cum sunt Doctor Who, Once Upon a Time... Space, Perry Rhodan, The Number of the Beast, etc.
Autorul Cory Doctorow a scris o povestire intitulată „I, Robot” în semn de omagiu pentru Asimov,, dar și „I row-boat”, ambele incluse în culegerea sa de povestiri Overclocked: Stories of the Future Present. El a declarat că „dacă voi mai reveni asupra temei, va fi cu o povestire despre ascensiunea sandviciurilor cu brânză, intitulată «I, Rarebit.»”
Alte referințe culturale la carte sunt mai puțin legate de science fiction și tehnologie. Albumul din 1977 al celor de la The Alan Parsons Project, I Robot, a fost inspirat de carte. Ideea inițială a albumului a fost de a urma temele și conceptele prezentate în povestirile antologate, dar The Alan Parsons Project nu a reușit să obțină drepturile, în ciuda entuziasmului lui Asimov, deoarece acesta deja dăduse drepturile altcuiva. Prin urmare, ideea albumului a fost ușor modificată, păstrându-se titlul (fără virgulă, pentru a evita problemele generate de drepturile de autor). Albumul electronic din 2002 al artistului experimental Edman Goodrich (care a folosit uneori pseudonimele „je, le roi!” și „The Ghost Quartet”) are titlul I, Robot și este puternic influențat de temele asimoviene. Albumul din 2009 al formației singaporeze Deus Ex Machina, I, Human, folosește principiile roboticii în conceptul clonării.
Filmul SF indian Endhiran, lansat în 2010, face referire la Cele trei legi asimoviene ale inteligenței artificiale prin intermediul personajului Chitti: Robotul.

## Traduceri în limba română
- 1967 - Eu, robotul, Ed. Tineretului, Colecția SF, 280 pag.
- 1994 - Eu, robotul, Ed. Teora, Colecția Sci-Fi, nr. 6, traducere Dana Crivăț, 224 pag., ISBN 973-601-135-6
- 1999 - Eu, robotul, Ed. Teora, traducere Dana Crivăț, 224 pag., ISBN 973-601-135-6